# Olga Kozierowska
Olga Kozierowska (ur. 1976) –  polska dziennikarka biznesowa, działaczka społeczna, mówczyni, pisarka, mentorka i aktorka teatralna. Pomysłodawczyni i organizatorka konkursu „Sukces Pisany Szminką”. Prezeska fundacji Włączeni Plus.

## Życiorys

### Działalność społeczna i dziennikarstwo
W 2008 roku stworzyła pierwszą w Polsce organizację działającą na rzecz równości płci Sukces Pisany Szminką. Realizowała kampanie społeczne, edukacyjne, programy aktywizacji kobiet na rynku pracy. Nagłaśniała tematy związane z nierównością płci. Od 2008 do 2014 roku działała w Radio PiN. W latach 2010–2012 związana była z TVN24, gdzie prowadziła autorski program „Sukces Pisany Szminką”, a w latach 2014–2015 z TVP2 (Pytanie na śniadanie), gdzie prowadziła cykl aktywizujący zawodowo kobiety. Od 2014 roku była związana z grupą Eurozet, gdzie emitowane były jej dwa programy „Sukces Pisany Szminką” i „Stand Up Start Up”. Obecnie autorka podcastu "Sukces Pisany Szminką" dystrybuowanego na czołowych platformach takich jak Spotify czy Apple Podcasts. Prowadzi program na kanale Youtube.
Jest pomysłodawczynią ogólnopolskiego konkursu Sukces Pisany Szminką, który nagłaśnia i nagradza przedsiębiorczynie, liderki i liderow oraz organizacje działające na rzecz równości i różnorodności.
W lutym 2024 roku założyła Fundację WłączeniPlus, której Sukces Pisany Szminką stał się częścią.
W 2014 roku trafiła do grona 25 liderów Polski na przyszłe 25 lat. W 2017 roku zdobyła tytuł Inspiratorki Biznesu w konkursie organizowanym przez Agencję Informacyjną Newseria, a w 2018 otrzymała prestiżową nagrodę Women’s Tertiary European Award. W 2012 roku zdobyła statuetkę w konkursie Pozytywista Roku organizowanym przez Fundację Wokulski.

### Działalność szkoleniowa
Wykładowczyni, trenerka i mówczyni motywacyjna w obszarach takich jak:różnorodności i włączaniu, nowoczesne przywództwo komunikacja, która buduje, kompetencje przyszłości czy emocje w biznesie. Prowadzi również szkolenia z wystąpień publicznych.. Prowadzi szkolenia zamknięte i występuje na ogólnopolskich konferencjach typu TEDx.

### Autorka Książek
Jest autorką książek m.in. “Mój Przyjaciel Kryzys”, a także „Miłość o czasownik”, w której czerpiąc z własnych doświadczeń i obserwacji, analizuje różne aspekty miłości – zarówno w relacjach partnerskich, rodzinnych, jak i w stosunku do samego siebie. Książka zachęca do świadomego budowania relacji, rozumienia własnych emocji i podjęcia odpowiedzialności za swoje szczęście.  

### Działalność artystyczna
Absolwentka Warszawskiego Studium Aktorskiego m. Lucyny Kobierzyckiej. Autorka scenariusza i odtwórczyni głównej roli w spektaklu "Wysokie C", którego premiera odbyła się w maju 2020.
Kompozytorka i wokalistka. Na scenie muzycznej zadebiutowała pod pseudonimem Oyka w sierpniu 2022. Jej muzyka to połączenie folku, jazzu i alternatywnego popu. Sama artystka określa tę mieszankę mianem hygge-folk, nawiązując do duńskiego słowa oznaczającego szczęście i wewnętrzną harmonię. W maju 2023 wydała Epkę OYKA01.

## Publikacje
- Sukces Pisany Szminką, 2010[23]
- Power Podręcznik, 2015[24]
- Audiobook 21 DNI Przebudzenie, 2016[25]
- Mój przyjaciel kryzys, 2017[26]
- Miłość to czasownik. Jak być ze sobą czulej, bliżej, dłużej. I na większym luzie, 2022[27]
- E-book Ty to pieniądz. Dowiedz się dlaczego..., 2024